# Департамент Аляска
Департамент Аляска (англ. Department of Alaska) — официальное название Аляски в составе США в 1867—1884 годах.
После приобретения Аляски у России этот слабо заселённый и практически неисследованный регион был передан под управление Армии США.
В последующие годы силами Армии США и «Alaska Commercial Company» происходило постепенное изучение этих земель; вдоль главных внутренних рек возникали торговые посты. В 1877 году регион перешёл под управление Министерства финансов, а в 1879 — ВМФ США. В 1884 году в регионе были официально созданы административные структуры, и он стал округом Аляска.